# Hire a Man
Hire a Man es una película de comedia romántica nigeriana de 2017 dirigida por Desmond Elliot y producida por Chinneylove Eze. Está protagonizada por la actriz ghanesa Zynnell Zuh junto a un elenco de actores y actrices de Nollywood como Enyinna Nwigwe, IK Ogbonna, Nancy Isime, Bayray McNwizu y Daniel Lloyd. La película retrata la presión social ejercida sobre las mujeres para que se casen cuando alcanzan cierta edad. Fue producida por Chinneylove Eze Productions Ltd.

## Sinopsis
Después del anuncio de boda de su hermana menor, más bonita y más delgada, Tinu (Nancy Isime), la autosuficiente contadora, Tishe Lawson (Zynnell Zuh) contrata a Jeff (Enyinna Nwigwe) para que se haga pasar por su prometido.

## Elenco
- Zynnell Zuh como Tishe Lawson
- Enyinna Nwigwe como Jeff
- IK Ogbonna
- Nancy Isime como Tinu
- Bayray McNwizu como Sonnia
- Daniel Lloyd
- Shaffy Bello como la madre de Tishe y Tinu
- Keppy Ekpenyong Bassey como el padre de Tishe y Tinu
- Desmond Elliot
- Yetunde Olasimbo